# Desierto de Accona

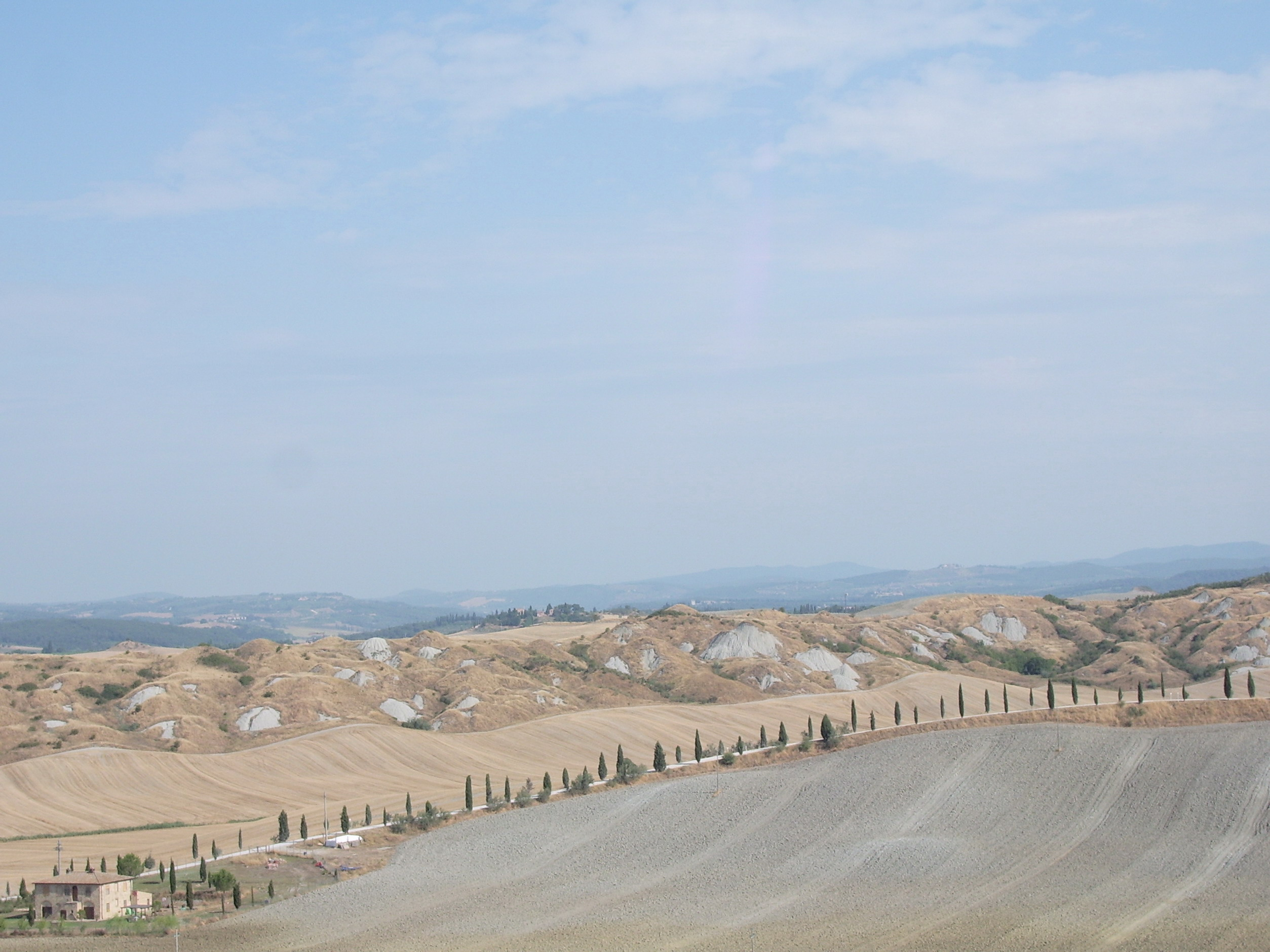
Vista del desierto de Accona.

El Desierto de Accona (italiano: Deserto di Accona) se encuentra en la provincia de Siena en el centro del Crete Senesi (Italia), en un área que se extiende en el suroeste del término municipal de Asciano.
Debido a la escasa cantidad de lluvia anual, cuya cuantía no es superior a 600 mm, los cultivos necesitan un gran sistema de riego.
Además, la composición y las condiciones del suelo hacen que sea difícil el cultivo, incluso para la vid y el olivo, los únicos cultivos posibles en la zona son los cereales y el girasol, gracias al riego intensivo, que utiliza las aguas de los arroyos y ríos de carácter torrencial que se encuentran en el borde de la zona.
La zona era conocida con este nombre desde la época medieval. En la Edad Media, en el borde sur del desierto de Accona, se construyó la imponente abadía territorial de Monte Oliveto Maggiore.
- Datos: Q2327426
- Multimedia: Deserto di Accona / Q2327426